# 沙图-克鲁瓦西站
沙图-克鲁瓦西站（法語：Gare de Chatou - Croissy），是法国的一个铁路车站，位于伊夫林省沙图。属于第四收费区（法語：Zone 4）。

## 位置
沙图-克鲁瓦西站位于沙图，同时服务于塞纳河畔克鲁瓦西，是一个属于大区快铁A线A1支线的一座车站，开通于1837年8月26日。原属于巴黎到圣日耳曼昂莱铁路。1972年10月1日大区快铁开始使用本站。